# Мраморен трон
Мраморен трон (на персийски: تخت مرمر: Тахт-е Мармар), наричан също Трон на Соломон (на персийски: تخت سلیمانی: Тахт-е Солеймани), е сред коронационните тронове на персийската династия Каджар.
Създаден е в началото на 19 век по заповед на Фатх Али Шах. Намира се в двореца Голестан в Техеран.

## История
В първите години на своето царстване, предположително преди 1804 г., Фатх Али Шах (1797 – 1834) нарежда да се направи трон, който да стои постоянно на отворената веранда на двореца Голестан. Избирайки вида на трона, шахът следва своя стил на пищно и бляскаво представяне. Той харесва описаните в персийската литература тържествени церемонии и скъпоценни регалии на древни царе. Знае за легендарния трон на Соломон, известен с поддържащите го скулптури на феи и демони. Иска майсторите да направят подобен и го нарича „Тахт-е Солеймани“ (трон на Соломон). Названието „Мраморен“ тронът получава по-късно.
Фатх Али Шах е първият от династията Каджар, който е коронован върху този трон. Тронът се използва за последен път при коронацията на първия шах на династия Пахлави, Реза Пахлави.
През 2017/2018 г. в двореца Голестан се провежда реставрация на трона и верандата, на която той се намира. Реставрацията продължава няколко месеца, разходите за нея възлизат на около 30000 долара. След нея посещенията на този обект стават платени за туристите.

## Описание
Тронът е изработен от жълт мрамор, добиван от мините на Язд. Състои се от 65 части, 63 от които се свързват като пъзел. Представлява подиум, издигнат на около 1 m. Подиумът стои върху 11 колони със спираловидни орнаменти, пред тях има фигури на лъвове. Колоните са разположени както под централната част на подиума, така и по неговия периметър. Тронът се държи също на раменете на шест феи и трима джинове. Върху някои от тези скулптури е изгравирано името на Мохамад Ебрахим Есфахани, създателя на трона. Височината на фигурите на феите е между 120 и 115 cm, на джиновете около 100 cm. Освен тях, върху парапета и горните колони от двете страни на облегалката са наредени 12 статуетки на жени с височина 35 cm. За изкачване върху трона има две стъпала, върху предните им вертикални панели са изобразени дракони. От страни на стъпалата има по една фигура на седящ лъв. Горната гладка повърхност на подиума е полирана. Парапетът на трона е покрит с разнообразни орнаменти и изгравирани стихове. Някои орнаменти на трона са със златни инкрустации.
Тронът се намира в двореца Голестан, на веранда, от която има пряк изглед към розова градина и воден басейн. Стените на верандата са богато украсени с мраморни барелефи, керамични плочки, декорации от огледала и емайл.